# Isuzu AUV
Der Isuzu AUV war eine russische Version des japanischen MPV Isuzu Panther. Im Gegensatz zu seinem Brudermodell wurde der AUV in mehreren Längen und einer größeren Versionsauswahl angeboten. So gab es den AUV in folgenden Karosserieversionen:
- STD = Standard: 5-Türer mit Platz für 5 Personen und ein Kofferraumvolumen von 435 bis 1715 L
- STRC = Stretchversion Kabine: 7-Türer mit Platz für 8 oder 9 Personen und ein Kofferraumvolumen von 435 bis 1715 L
- STRW = Strechversion Laderaum: 5-Türer mit Platz für 5 Personen und ein Kofferraumvolumen von bis zu 2000 L
- STRM = Stretchversion Vollkarosserie: 7-Türer mit Platz für 8 oder 9 Personen und ein Kofferraumvolumen von bis zu 2000 L
- MXB = Personentransporter: 4- oder 6-Türer mit Platz für 8 Personen (Stretchversion STRB bis zu 17 Personen)

Das Interieur gab es in zwei verschiedenen Ausstattungsvarianten. So war die Grundversion im normalen schwarzen oder beigen Plastik ausgelegt. Die DeLuxe-Ausstattung hingegen wartete mit Plastikdekor im Holzdesign und vielen elektrischen technischen Komfortausstattungen auf. Eine Version mit Ledersitzen gab es beim AUV nicht. Als Motorisierung stand dem AUV nur ein 2.5-L-Dieselmotor zur Verfügung, der eine Leistung von 167 PS aufbrachte.
Übersicht der Schwestermodelle des AUV:
- Chevrolet Tavera (Indonesien und Indien)
- Chevrolet Tavera Neo (Indonesien und Indien)
- Isuzu Crosswind (Philippinen)
- Isuzu HiLander (Philippinen, Thailand und Vietnam)
- Isuzu Panther (Indonesien, Japan und Philippinen)

Zielmärkte des AUV waren die GUS-Staaten sowie Syrien und Iran. Die Produktion des Isuzu AUV wurde im Sommer 2009 eingestellt. Einzig noch produzierte Schwestermodelle bleibt der Tavera in Indien und der Panther aus Indonesien.